# José Manuel Valdés
José Manuel Valdés (Lima; 1767 – Lima, 29 de julio de 1843) fue un médico, escritor y poeta afroperuano. De origen humilde y perteneciente a la casta de los zambos, fue acogido por una familia española, la cual, al constatar su talento, le dio educación. Luego de lograr las dispensas de la autoridad por ser hombre de color, se graduó de doctor en medicina en la Universidad de San Marcos y destacó en el ejercicio de su profesión. Ejerció incluso una cátedra universitaria. Fue también partidario de la independencia del Perú y llegó a ser diputado en el Congreso de 1829.

## Biografía
Sus padres fueron la lavandera María del Carmen Cavada (una liberta afroamericana de Lima) y el músico amerindio Baltasar Valdés (natural de Saña). Nacido zambo, estudió en el convento de San Ildefonso bajo la protección de un fraile agustino, pero la organización social clasista y racista, imperante entonces, le impidió alcanzar el estado sacerdotal, a pesar de que lo intentó varias veces. En cambio, logró ejercer con el tiempo la medicina y la docencia, aunque tuvo que pedir una licencia al rey de España que en el Perú se le negaba para poder ingresar en la universidad "por ser hombre de color", que el monarca concedió tras previa investigación. Se graduó en medicina en la Universidad de San Marcos en 1807.
Incorporado a San Marcos, regentó la cátedra de Clínica externa (1811), y fue luego examinador de cirugía, catedrático de vísperas de Medicina (1827) y de Patología (hasta 1835), y se convirtió en uno de los principales médicos de Lima, examinador del Protomedicato General del Perú y socio de la Real Academia de Medicina de Madrid (1816) y de la Sociedad Patriótica (1822), condecorado con la Orden del Sol (1822), protomédico general de la República (1836) y director del Colegio de Medicina. 
Fue diputado de la República del Perú por la provincia de Lima en 1829, 1831 y 1832 durante el primer gobierno del Mariscal Agustín Gamarra.
Se conserva un retrato suyo elaborado por el pintor mulato Pancho Fierro.

## Publicaciones
Escribió artículos de medicina en el periódico ilustrado Mercurio Peruano con el seudónimo de Joseph Erasistrato Suadel, entre 1791 y 1792 principalmente. Sus trabajos sobre enfermedades tropicales fueron leídos y discutidos en las academias de las ciencias de Madrid y París. Empieza a publicar en el diario El Verdadero Peruano en 1813, periódico dirigido por Tomás Flores y José Pezet y Monel. Aquí aparece su conocida "Oda con motivo de la elección popular del Excmo. Ayuntamiento de esta ciudad, celebrada en el mes de diciembre de 1812, con arreglo a lo prevenido en las constituciones de la monarquía española". Otros poemas se encuentran todavía dispersos y sin estudiar, pese a haber sido considerado el autor como "el último de los místicos peruanos". 
Escribió Poesías espirituales (Lima, 1818; idem, 1836) que contienen tres romances sagrados (la Oración, la Comunión y la Castidad), un poemita, "El alma" y algunas otras composiciones en el mismo estilo que la versión de los Salmos. También escribió algunas odas para la prensa limeña entre 1821 y 1825 en el contexto de la emancipación del Perú. Luego hizo imprimir un Salterio Peruano o paráfrasis de los ciento cincuenta Salmos de David y de algunos cánticos sagrados en verso castellano, que incluyen los cánticos de Moisés, Ana, Isaías, Ezequías, Zacarías, Simeón, Habacuc y el Magníficat (Lima, 1833). Y escribió una Vida admirable del bienaventurado fray Martín de Porres, otro mulato limeño del siglo XVII.
Sus escritos científicos están recogidos en un tomo de Memorias médicas (París. Rosa y Bouret, 1836). José Antonio de Lavalle publicó en la Revista de Lima y luego en tirada aparte (1886), adicionándola con nuevos datos, una biografía del doctor Valdés.

## Obras

### Científico-médicas
- Artículos en El Mercurio Peruano con el seudónimo de Joseph Erasistrato Suadel, entre 1791 y 1792, principalmente.
- Disertación quirúrgica sobre el chancro uterino (1801).
- Elogio de la cirugía (1806)
- Disertación sobre la Meningitis de los Niños (1815)
- Memoria sobre las enfermedades que se padecieron en Lima en el año 1821 (1827)
- Memoria sobre la disentería (1835)
- Relación del estado general del arte obstétrico (1836)
- Memoria sobre el cólera morbo (1839)
- La eficacia del bálsamo de copayba en las convulsiones de los niños, 1807, tesis presentada en la Universidad de San Marcos.
- Memorias médicas (París: Rosa y Bouret, 1836)

### Literarias
- “Oda dedicada al Ayuntamiento o Cabildo de Lima” (1813)
- “Oda dedicada al Libertador San Martín” (1821)
- “Oda a Lima libre y triunfante” (1822)
- “Oda dedicada a Simón Bolívar” (1825)
- Poesías espirituales (1818)
- La Fe de Cristo triunfante en Lima (1822)
- Salterio peruano (1833)
- Vida admirable del bienaventurado fray Martín de Porres (1840)